# Занзойский округ
Занзойский округ — административный округ в бывшей кенийской провинции Рифт-Валли. Расположен между рекой Нзоя и вулканом Элгон, в 380 километрах к северо-западу от Найроби. Его столица и наибольший город — Китале. Население округа — 990 341 человек. Площадь округа — 2 495,5 квадратных километров.
Исторически этот район был населён народом сабаот из группы календжин. После обретения Кенией независимости, многие фермы, оставленные белыми поселенцами, были куплены лицами из других этнических групп Кении. Китале, столица округа, в настоящее время в основном населена народом лухья, где представители других племён Кении составляют почти менее 1% населения.
Основой экономики округа является сельское хозяйство, как крупномасштабное, так и мелкомасштабное выращивание пшеницы, кукурузы, производство молочных продуктов. Округ называют корзиной Кении за его роль в производстве продовольствия в стране. Однако большинство его жителей, как правило, бедны.